# Pero ochriscripta
Pero ochriscripta là một loài bướm đêm trong họ Geometridae.